# CANT Z.1007
Le CANT Z.1007 Alcione était un avion trimoteur bombardier moyen à aile basse, développé par la société italienne Cantieri Riuniti dell'Adriatico (CRDA) dans la seconde moitié des années 1930.
Ce bombardier a, grâce à sa polyvalence, été utilisé dans des missions de reconnaissance aérienne par la Regia Aeronautica et la Luftwaffe. Durant la Seconde Guerre mondiale il fut largement utilisé sur le front grec, lors du siège de Malte et lors de la bataille d'Angleterre.

## Histoire

### Développement
Les études débutèrent en 1935 sous la responsabilité de l'ingénieur aéronautique italien Filippo Zappata reconnu pour les lignes extrêmement pures et effilées de ses réalisations. Le principe de motorisation retenu était le trimoteur, solution typique des appareils italiens de cette catégorie à l'époque. Le constructeur de Trieste présenta le prototype en mars 1937.
Le premier prototype était équipé de moteurs Isotta Fraschini, des moteurs 12 cylindres en V à 60°, refroidis par eau d'une puissance développant 825 ch chacun actionnant des hélices bipales. La Regia Aeronautica passa une commande de 34 appareils mais équipés d'hélices tripales à pas variable.
Le moteur Isotta Fraschini Asso XI de la première série ne donnant pas entière satisfaction, le constructeur opta pour le moteur Piaggio P.XI R2C 40 14 cylindres en étoile plus puissant. C'est ainsi qu'apparut la version CANT Z.1007bis en 1940.
Le CANT Z.1007bis fut baptisé Alcione (« martin-pêcheur » en italien). C'était un avion rapide et fiable mais qui nécessitait un entretien délicat du fait de sa structure en partie en bois. À partir de 1942, il était déjà presque obsolète comparé aux concurrents dont le CANT Z.1018 Leone. Ces appareils ont été définitivement retirés du service au lendemain de la signature de l'armistice de Cassibile en septembre 1943.

## Histoire opérationnelle
Lorsque l'Italie entra en guerre le 10 juin 1940, la Regia Aeronautica disposait de deux stormi (escadrilles) équipées de la première série de CANT Z.1007 et d'une escadrille qui venait de recevoir les appareils de la seconde série dont les pilotes étaient en cours de formation.

### Front italien

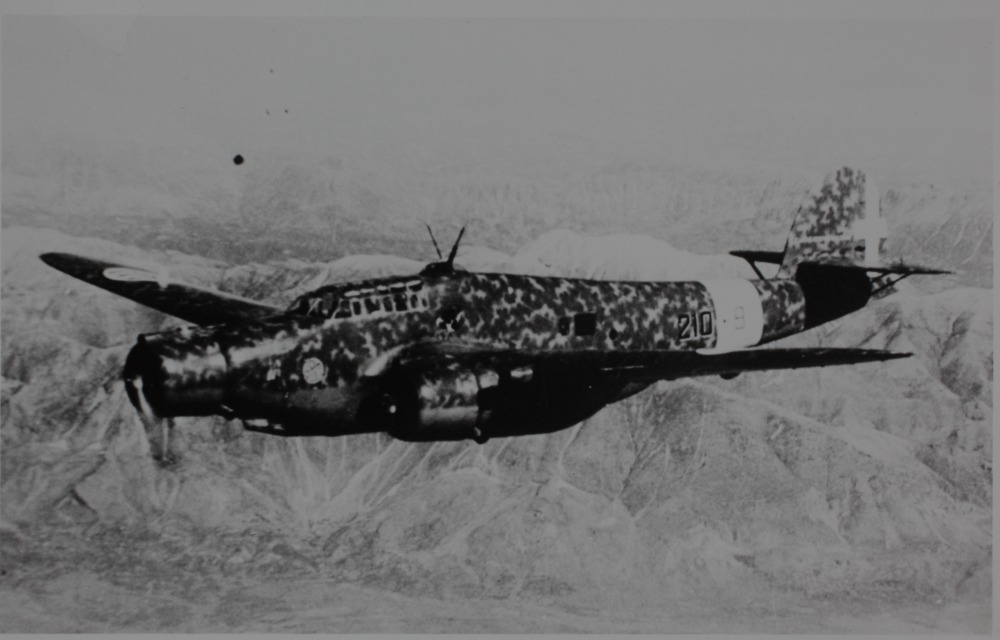
Un Cant Z.1007 dans les Balkans en 1941.

Le CANT Z.1007bis fut utilisé comme bombardier lors de la guerre italo-grecque, en mer Égée en 1941 avec lequel la 210ª escadrille italienne coula le destroyer HMS Juno de la Royal Navy.
Son utilisation en Afrique septentrionale italienne, territoire correspondant à très peu près à la Libye actuelle, se révéla plus difficile en raison d'une maintenance irrégulière et des fortes températures au sol.
Lors de la bataille d'Angleterre, il fut utilisé comme avion de reconnaissance à l'automne 1940. À partir de 1943 grâce au faible bruit de ses moteurs, il fut réservé pour des missions nocturnes.
Le 28 janvier 1941, une patrouille de dix Alcione dut affronter à deux reprises, dix puis douze biplans Gloster Gladiator de la Royal Air Force à Malte. La Regia Aeronautica perdit un CANT Z.1007bis mais abattit trois chasseurs britanniques. Durant la bataille de mi-août, pour arrêter le convoi Pedestal, en route sur Malte, en août 1942, deux Z.1007 Alcione du 51e groupe autonome basé à Alghero en Sardaigne, effectuèrent des missions de reconnaissance sur le convoi. Ce n'est que le 14 août que trois CANT Z.1007bis bombardèrent les navires ennemis. Durant cette intervention, un CANT spécialement équipé d'un appareil de radioguidage inventé par le général Ferdinando Raffaelli, devait piloter à distance un Savoia-Marchetti SM.79 ARP (Avion Radio Piloté), sans équipage et rempli d'explosifs, comme une « bombe volante » contre ce convoi. La mission échoua à cause d'une banale panne radio.
Après l'armistice de Cassibile les appareils basés au sud ont été affectés aux escadrilles nocturnes pour approvisionner les unités italiennes des Balkans, particulièrement les partisans yougoslaves. Les CANT Z.1007bis basés au nord furent affectés à la 1ª Squadra di Bombardamento « Ettore Muti » de l'Aeronautica Nazionale Repubblicana, pour l'entraînement des pilotes.

### Malte
L'Alcione a connu son premier baptême du feu le 29 août 1940, lorsqu'une formation de dix CANT Z.1007bis première série du 106e groupe bombarda l'aéroport de Luqa à Malte. Le 106e groupe, basé à Trapani, en Sicile fut rapidement secondé par le 47e Stormo Bombardamento Terrestre et ses 33 appareils. Quand la guerre fut déclarée avec la Grèce, le 47e Stormo fut déplacé sur ce nouveau front. Les CANT Z.1007 revinrent à Malte en 1941, avec le 9e Stormo Bombardamento terrestre, disposant de 25 appareils Alcione.
Les deux unités italiennes furent renforcées par le Fliegerkorps de la Luftwaffe qui ne fit qu'un très bref passage avant d'être affecté en Afrique du Nord. Les 12 avions italiens durent affronter une rude défense de l'île par les forces britanniques et ses chasseurs Bristol Beaufighter. Les CANT Z.1007bis Alcione effectuèrent une troisième mission de bombardement sur Malte, du 10 au 20 octobre 1942 sans perdre un appareils.

### Bataille d'Angleterre
Les avions CANT Z.1007bis ont également été employés lors de la dernière phase de la bataille d'Angleterre de novembre 1940 à janvier 1941. La Regia Aeronautica déploya six Z.1007Bis de la 172ª escadrille basée en Belgique en reconnaissance pour le Corpo Aereo Italiano. Mais quand les avions revinrent à leur base en septembre, la Luftwaffe avoua disposer de ces relevés photographiques et avoir demandé cette mission par erreur. Appréciant peu cette plaisanterie le commandement italien ne participa qu'à une seule autre opération avec la Luftwaffe, le 11 novembre 1940, avec cinq Alcione qui servirent d'appât pour attirer les chasseurs de la RAF loin de l'objectif principal qui était le bombardement italien sur le port de Harwich réalisé avec dix bombardiers Fiat BR.20. Aucun avion italien ne fut endommagé durant cette intervention.

### Guerre italo-grecque
Pendant ce conflit, la Regia Aeronautica déploya 44 CANT Z.1007 à partir du 28 octobre 1940, dès le premier jour de l'invasion, avec le 47e Stormo Bombardamento Terrestre basé à Grottaglie et le 50e groupe du 50e Stormo basé à Brindisi. Le 5 novembre, ces unités furent renforcées par le 41e groupe du 12e Stormo et ses 16 appareils. Pendant cette campagne, l'aviation italienne ne subit que très peu de pertes. En janvier 1941, le 41e groupe fut remplacé par le 95e groupe du 35e Stormo. Par contre, les pluies torrentielles qui s'abattirent, révélèrent les points faibles de la structure partiellement construite en bois sur cet appareil, qui obligeait les mécaniciens à vérifier de façon permanente les réglages et serrages qui risquaient de perturber le bon guidage de l'avion.

#### Yougoslavie
Les CANT Z.1007 engagèrent les hostilités contre la Yougoslavie le 6 avril 1941 en bombardant l'aéroport de Mostar. Durant cette invasion, la Regia Aeronautica utilisa 49 CANT Z1007bis.

#### État indépendant de Croatie
En janvier 1944 les deux escadrilles de la Croat Luwftwaffen Legion, formation mixte croato-allemande sous la direction allemande, reçurent 3 appareils Z.1007bis et 3 Fiat BR.20 pour servir d'avions d'entrainement des pilotes de bombardiers.

## Caractéristiques
Le CANT Z.1007 était un avion monoplan trimoteur à aile moyenne. Ses lignes très fluides ne laissaient pas imaginer une technicité de construction élevée et complexe. Les panneaux du fuselage étaient réalisés en bois lamellé collé construit sur place et fixés sur la structure en bois d'apparence classique. Le train d'atterrissage était entièrement rétractable.

## Les versions
- Z.1007 : Version de base en 1937 avec des moteurs Isotta Fraschini, 12 cylindres en V à 60°, refroidis par eau d'une puissance de 825 ch chacun actionnant des hélices bipales.
- Z.1007bis : Version améliorée en 1940 avec des moteurs Piaggio P.XI R2C 40 14 cylindres en étoile plus puissants et des hélices tripales à pas variable.
- Z.1007ter : Version améliorée avec des moteurs Piaggio P.XIX de 1 150 ch, une autonomie portée à 2 250 km.
- Z.1015 : Prototype d'avion postal militaire avec des moteurs Piaggio P.XIX RC.35 de 1 500 ch. l'appareil vola en 1939 et disposait d'une autonomie de 3 000 km avec une masse maximum au décollage de 13 600 kg. Ce prototype a été transformé en avion bombardier-torpilleur.
- Z.516 : Prototype d'une variante hydravion du Z.1007, obtenu en assemblant une cellule de Z.1007 sur les flotteurs de l'hydravion CANT Z.506. L'appareil effectua son premier vol en 1940.

## Utilisateurs
Croatie
- Zrakoplovstvo Nezavisne Države Hrvatske : Disposa de trois Z.1007bis pour l'entraînement des pilotes.

 Allemagne
- Luftwaffe : Réquisitionna et utilisa de nombreux appareils après l'armistice de Cassibile.

 Italie
- Regia Aeronautica
- Aeronautica Cobelligerante Italiana

Selon les archives du constructeur, 564 appareils ont été immatriculés en Italie.